# Вирусна треска Рос Ривър
Вирусна треска Рос Ривър (на английски: Ross River Fever) или Епидемичен полиартрит е арбовирусна инфекция пренасяна от комари. Причинява се от Ross River virus, представител на семейство Togaviridae. Заболяването се характеризира като типична инфлуенцоподобна треска започваща внезапно, полиартритни прояви, макулопапулозен обрив, главоболие, гадене, повръщане и увеличени лимфни възли.

## Исторически сведения за заболяването
За първи път огнище на заболяването е регистрирано през 1928 г. в селищата Хай и Нарандера в Нов Южен Уелс, Австралия. За първи път обаче вирусът е изолиран през 1959 г. от уловен комар по поречието на Рос Ривър в Таунсвил, Куинсланд. Огнища на заболяването са открити във всички щати на Австралия, включително и Тасмания и около големите градове на континента. Най-голямата епидемия от заболяването е регистрирана в периода 1979-1980 г. на островите в западната част на Тихия океан, при която са били поразени повече от 60 хил. души.
Преди да се изолира причинителя на болестта, заболяването се е наричало „епидемичен полиартрит“. Терминът е използван и за друго австралийско арбовирусно заболяване с преносител комари и протичащо със сходни признаци – вирусна треска Барма форест.

## Разпространение
Заболяването е ендемично за Австралия, Папуа Нова Гвинея, Фиджи, Самоа, островите Кук, Нова Каледония и няколко по-малки острова в Южния Пасифик.

## Етиология
Заболяването се причинява от РНК вирус, представител на семейство Togaviridae, род Alphavirus. Вирусът е сходен и вероятно родствен със Sagiyama virus, предизвикал грипоподобно заболяване при конете в Токио през 1950-те.

## Епидемиология
Повечето от случаите на заболяване са регистрирани в тропическите райони на Куинсланд и Северна Австралия и райони с високо ниво на валежите. В тропиците появата на вирусната треска е по-честа в периода лято/есен „дъждовен сезон“, който е през месеците януари – март. През тази част на годината популацията на комари значително нараства. В южните части на Австралия пикът на заболяването се регистрира по-рано в периода пролет/лято. Райони с повишена опасност са тези, които са подходящи за размножаване на комарите – блата, влажни зони, реки и други големи водни басейни, както и ферми използващи води за напояване. Заболяването се среща по-често при хора на средна възраст, без някакви полови различия във възприемчивостта. Вирусната треска е едно от заболяванията, които са с особена важност за Здравния департамент на Австралия и появата му се следи и регистрира от здравните власти на страната.
Единствените преносители на вируса са комари. Главните естествени резервоари в природата са кунгура, валабита, коне, посуми и вероятно птици и летящи лисици. Около 30 вида комари от родовете Culex и Aedes могат да бъдат вектори на вируса, но най-важни в предаването са комарите от видовете Culex annulirostris във вътрешността на континента, Aedes vigilax в северните прибрежни райони и Aedes campotorhynchus в южните райони.

## Патогенеза
Входната врата за вируса е мястото на ухапване. Оттук вирусът прониква директно в кръвния ток.

## Клинични признаци
Инкубационният период е в рамките на 7 до 9 дни след ухапване. Заболяването започва остро с втрисане, бързо покачване на телесната температура, мускулни и ставни болки, обрив и главоболие. Всяка трета инфекция протича асимптомно, предимно при деца.

### Остра форма
Около 95% от случаите с проявена симптоматика протичат със ставни болки. Болката обикновено е симетрична и остра. Тя се проявява най-често при пръстите на ръцете и краката, глезените, китките, гърба, колената и лактите. Наблюдава се обща отпадналост при 90% от болните и треска. Мускулните болки са характерни при 50 – 60%. Приблизително толкова е и процента на появата на макулопапулозен обрив при болните. Пълно възстановяване на организма настъпва след около месец.

### Хронична форма
Тази форма е наблюдавана при епидемичните взривове през 1980-те и 1990-те години. Характеризира се с продължителни болки в ставите, продължаващи дори до няколко години.

## Диагноза
Диагнозата се основава на данните от епизоотологичното проучване, клиничните признаци, данни от лабораторните изследвания и диференциалната диагноза.

### Лабораторна диагноза
Единствения начин за доказване на болестта е откриването на специфични за вируса антитела в кръвна проба взета от болен. За доказването им се използват няколко лабораторни теста.

### Диференциална диагноза
Нужно е да се вземат предвид други фебрилни заболявания със сходни признаци като:
- Грип
- Австралийска вирусна треска
- Вирусна треска Синдбис
- Вирусна треска Майаро
- Чикунгуня
- Папатациева треска

## Лечение
Провежда се патогенетично и симптоматично лечение.

## Профилактика
Ефективни мерки за предпазване от заболяването е борбата с комарите, замрежване на прозорците, ползване на подходящо облекло при работа на открито, употреба на репеленти. Няма разработена подходяща ваксина.